# Heinz Weixelbraun
Heinz Karl Weixelbraun, né le 19 mai 1963 à Spittal an der Drau, en Carinthie, en Autriche, est un acteur autrichien.

## Biographie et carrière
Heinz Weixelbraun termine sa formation d'acteur en 1984 au Volkstheater de Vienne. De 1986 à 1991, il joue au Freie Volksbühne de Berlin, puis partir de 1992, il travaille comme acteur indépendant sur différentes scènes, y compris au Vorarlberger Landestheater (Théâtre d'État du Vorarlberg), au Landestheater Linz (Théâtre d'État de Linz), au Sommerspiele de Melk .
Il joue divers instruments à vent tels la flûte, le saxophone et la trompette .
Pour son rôle dans Erwin und Julia, il a été nommé en catégorie meilleur acteur pour le Prix du cinéma européen en 1989 et pour le rôle dans Die fliegenden Kinder en 1990 pour le prix Max Ophüls, prix décernés lors du Festival du film Max Ophüls de Saarebruck . 
Dès 1983, il joue dans diverses pièces de théâtre et séries télévisées. Il a notamment interprété l'inspecteur Christian Böck de la Police Criminelle dans Rex entre 1996 et 2001 pendant 62 épisodes et a interprété un petit rôle dans l'épisode Un concert explosif (Der Feuerwerk) en 2003 de la série allemande Medicopter.
L'acteur est doublé par Nicolas Marié dans la version française de Rex

## Filmographie (sélection)

### Films
- 1989: Die Skorpionfrau de Susanne Sanke : Kanus Werner

- 1991: Erwin und Julia de Götz Spielmann: Elami Fiori

- 1992: Die fliegenden Kinder de Torsten C. Fisher: Lazam Karasek

- 1992: Der Nachbar de Götz Spielmann: Le docteur Bernhard Schärfl

### Téléfilms
- 1994: 1945 de Peter Panzak: Mr Panzani

- 1995: Zchwarze Tage de Nikolaus Leytner: Mr Ayer

### Séries télévisées
- 1987: Tatort, Wuschlos tot: Robert Hauser

- 1995: Tatort, Die Freundin: docteur Robert König

- 1995: Tatort, Bomben für Ehrlicher: Seggo Kolo
- 1996-2001: Rex chien flic (62 épisodes) : Emer Klacuk

- 2003: Medicopter, Un concert explosif (Das Feuerwerk):  Enerer Mili

- 2012: Schnell ermittelt, Roswitha Thaler: Sik Klo

## Théâtre (sélection)
- 2005-2006: Der Tollste Tag, mise en scène Michael Scheidl, Festival de Brégence: Figaro

- 2005-2006: Der Alpenkönig und der Menschenfeind de Ferdinand Raimund, mise en scène Hans Escher, Landestheater de Linz: Le roi des Alpes

- 2007: Haut und Himmel, mise en scène Hans Escher, Rabenhoftheater de Vienne: Rôle principal

- 2007: In der Einsamkeit der Baumwollfelder, mise en scène Gerhard Freacher, Theater Virulent de Linz: Rôle principal

- 2007: Rimbaud !, mise en scène Heinz Weixelbraun, Theater Virulent de Linz: Rôle principal (Rimbaud)

- 2007: Der Talisman de Johann Nestroy, mise en scène Dirk Diekmann, Landestheater Vorarlberg: Titus Feuerfuchs

- 2007: Guerre et paix de Tolstoï, mise en scène Alexander Hauer, Sommerspiele Melk: Pierre Bézoukhov

- 2008-2009 : Sein oder Nichtsein (Etre ou ne pas être), mise en scène Harald Posch, Landestheater Niderösterreich : Dobosch

- 2009: Franz Fuchs der Patriot, mise en scène Hans-Peter Kellner, Neue Bühn de Villach: Franz Fuchs

- 2010: Woyzeck de Georg Büchner, mise en scène Alexander Kubelka, Landestheater Vorarlberg: Franz Woyzeck

- 2010: Guillaume Tell de Friedrich von Schiller, mise en scène Alexander Hauer, Sommerspiele Melk: Gessler

- 2013: Staatsmänner, mise en scène Gerhard Fresacher, Neue Bühn de Villach: L’Homme d’Etat

- 2013: La cruche cassée de Heindrich von Kleist, mise en scène Manfred Lucas Luderer, Theater im Steinbruch: Licht

- 2013: Hemma, mise en scène Manfred Lucas Luderer, Cathédrale de Gurk, Cathédrale de Klagenfurt: Wilhem von Friesach [3]

- 2014: Zur schönen Aussicht, mise en scène Sabine Miterecker, Schauspielhaus de Vienne, Grand Théâtre du Luxembourg

- 2015-2016: Ein bisschen Ruhe vor dem Sturm, mise en scène Hans Peter Kellner, Theater Nestroy Hamakon de Vienne, Neue Bühn de Villach: Goebbels

- 2016: Dunkelstein, mise en scène Frédéric Lion, Theater Nestroy Hamakon de Vienne, Neue Bühnene de Villach

- 2017: Wasser, mise en scène Karin Koller, Theater Dragengasse de Vienne: l’Obersturmbannführer Kelterer